# Hirondelle (imprimerie)
Pour les articles homonymes, voir Hirondelle (homonymie).

hirondelle située en bas à droite d'une page, les traits simples (horizontal et vertical) sont les traits de coupe, les signes en croix sont les cibles

En imprimerie, les hirondelles sont des petits repères, généralement en forme d’angle droit, imprimés de façon discrète pour faciliter les repérages de montage lors des différents passages en machine (dans le cas d’une impression en couleur, la même feuille doit passer autant de fois qu’il y a de couleurs, il importe donc qu’elle soit parfaitement positionnée). Les hirondelles doivent être exactement superposées et leurs différents dessins permettent ce contrôle.
Par exemple, en quadrichromie, les hirondelles sont portées sur chacun des quatre films, afin de pouvoir superposer correctement les différentes encres.
Les hirondelles se trouvant toujours en dehors de la page proprement dite, elles sont éliminées avec les chutes de papier et ne sont donc jamais visibles. 
À l’origine, les hirondelles sont les traits de coupe servant à délimiter le format définitif, et elles figurent donc sur tout document imprimé dès lors qu’il y a lieu de rogner. On y a ajouté plus tard, avec le développement de l’offset qui nécessite un montage de films, des repères de précision en forme de croix, les cibles, et éventuellement des motifs qui permettent de déceler, à l’aide d’un compte-fils,  tout mauvais repérage. Ces divers éléments réunis (traits de coupe, cibles) sont générés automatiquement par les logiciels et gardent le nom d’hirondelles.
Les hirondelles peuvent être considérées comme des signes typographiques d’ordre technique, puisqu’elles n’apparaissent pas dans l’ouvrage terminé. Dans l’impression typographique proprement dite (par opposition à l’offset, par exemple), on utilisait de simples filets fins placés aux angles extérieurs.